# ブラッド・コーラー
ブラッド・コーラー（Brad Kohler、1964年5月26日‐）はアメリカ合衆国のヘビー級総合格闘技選手である。1997年から2012年にかけて、UFC、リングス、DEEPに参戦した。

## 経歴
1999年10月28日『WORLD MEGA-BATTLE TOURNAMENT～King of Kings』に参加して、トーナメント第一戦で山本宜久を破る。2回戦目ではイリューヒン・ミーシャに敗れた。プロレスラーのアニマル・ウォリアーとは友人でもある。2000年以降の戦績はクリストファー・ヘイズマンやヴァレンタイン・オーフレイムに敗れ、2003年にドスカラスjrに敗れ、2004年には韓国でキム・ジョンワンに敗れている。